# Första världen

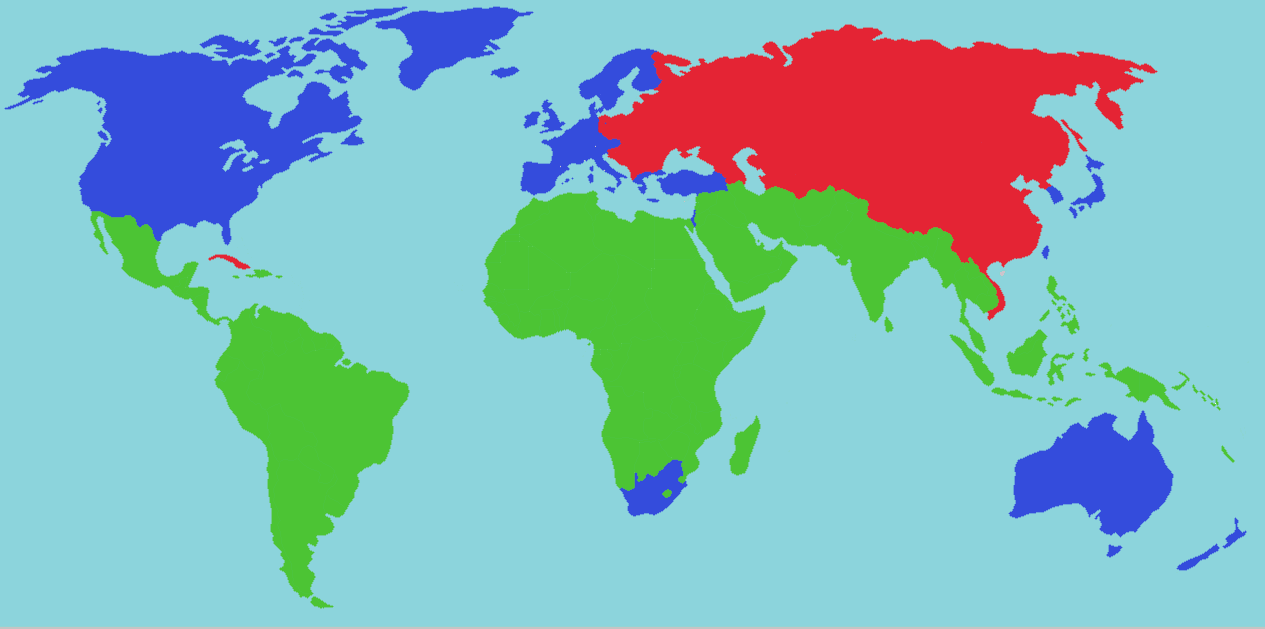
Blåmarkerade länder brukade historiskt oftast räknas till första världen, rödmarkerade till andra världen och grönmarkerade till tredje världen

Första världen är en politisk term som användes under det kalla kriget. Första världen omfattar de länder som tillhörde Västblocket, framförallt de stater som är med i NATO, men även neutrala stater som styrdes av en marknadsekonomi och inte planekonomi, bland dessa neutrala stater räknar man med Sverige, Finland, Österrike och  Schweiz.
Begreppet Första världen (och andra världen, som avsåg östblocket) blev aldrig lika etablerat som tredje världen. I anslutning till Mao Zedongs analys i artikeln Teorin om de tre världarna betecknade officiell kinesisk utrikespolitik sedan 1974 med "Första världen" de två supermakterna USA och Sovjetunionen, medan "Andra världen" avsåg övriga industrialiserade länder.